# 朝香櫻子
朝香 櫻子（あさか さくらこ、4月29日-）OSK日本歌劇団特別専科の娘役スター。千葉県市原市出身。B型 

## 略歴
- 1993年、日本歌劇学校入学。68期生。同期に後の瀬戸カトリーヌ（OSKでの芸名は奥浦たか乃）がいる。
- 1995年2月、近鉄劇場『天上の虹』にて初舞台を踏む。4月頃、OSK日本歌劇団入団。
- 2008年1月、世界館『エトワール』をもって北原沙織が退団したことに伴い、娘役の中で序列が最上位となる。
- 2015年2月、新設された特別専科に移籍してヒロイン級の役から勇退し[2]、序列外の脇役としての出演となる [3]。

## 主な舞台
- 1999年3〜5月 - あやめ池春季『オー・マイ・ピエロ』ネコ役
- 2001年2〜3月 - 近鉄劇場『闇の貴公子』衛門役
- 2001年3〜5月 - あやめ池春季『長ぐつをはいたネコ』王女役
- 2001年11月 - MIDシアター『ノクターン』モニカ役
- 2002年3月 - 近鉄劇場『新・闇の貴公子』美宇役
- 2004年4月 - 松竹座『レビュー春のおどり』
- 2004年9月 - 阿倍野区民ホール『闇の双璧』夕凪姫役
- 2005年12月～2006年2月 - 松竹座／名鉄ホール／天王洲アートスフィア - 『わが歌ブギウギ』※外部出演
- 2005年5月 - 世界館『Show Time』レイラ役
- 2006年5月 - 世界館『Dancer』エレン役
- 2006年7月 - 世界館『バロン』マーガレット姫役
- 2007年1月 - シアターBRAVA!『バロン』マーガレット姫役
- 2007年5月 - 世界館『La.fleur』
- 2007年11月 - 南座『NewOSKレビュー in KYOTO』「源氏千年夢絵巻　ロマンス」夕顔役

### 娘役序列最上位後
- 2008年4月 - 松竹座『レビュー春のおどり』
- 2008年5月 - そごう劇場『2つの星の物語』ラファ（白天使）役
- 2008年7月 - 南座『OSKレビュー in KYOTO II』「源氏千年夢絵巻　輪舞曲」浮舟役
- 2009年3月 - 松竹座『レビュー春のおどり』「桜彦翔る！」アリアンローザ役
- 2009年7月 - 南座『レビュー in KYOTO III』
- 2009年9月 - 世界館『STAR★MINE』さくら役
- 2010年1月 - サンケイホール『YUKIMURA』阿岐役
- 2010年4月 - 松竹座『レビュー春のおどり』「桜彦翔る！ エピソードII」ヴィヴィ役
- 2010年5月 - 大阪ビジネスパーク円形ホール『バンディット～霧隠才蔵外伝～』
- 2010年7月 - 南座『レビュー in KYOTO IV』「みやこ浪漫 RYOMA」千葉さな子役
- 2010年8月 - ABCホール『総司恋歌』豊岡環役
- 2010年12月 - 大阪国際交流センター大ホール『女帝を愛した男』ジュリア役
- 2011年2月 - 東京會舘『OSKディナーショー That’s the SHOW TIME』
- 2011年4月 - 大阪松竹座『春のおどり　～繚乱～ さくら 桜 サクラ／STARS LEGEND ～DANCE DANCE DANCE～』
- 2011年5月 - 一心寺シアター倶楽『真田幸村 ～夢・燃ゆる～』
- 2011年5月 - シアター1010／中日劇場／森ノ宮ピロティホール『アンタチャッブル』マリア役（花影アリスとWキャスト）※外部出演
- 2011年7月 - 京都南座『虹のおどり　安土ロマネスク／MIDSUMMER STEP ダンシング・ファンタジー ～リズム饗宴～』
- 2011年9月 - たかいし市民文化会館『第4回 高石チャリティ公演「シャイニング・パレード2011」』
- 2011年10月～11月 - たけふ菊人形『たけふ菊人形グランドレビュー2011 ～戦国の絆／Passionne'～』
- 2011年11月 - 九度山文化スポーツセンター『真田幸村 ～夢燃ゆる～』
- 2012年1月 - いかるがホール『桜花昇ぼるオンステージ「Song for you 2012」』
- 2012年2月 - なんばHatch『OSK recombination太鼓歌劇「BLINDブラインド」～耳なし芳一より～』
- 2012年4月 - 大阪松竹座『レビュー春のおどり」桜舞う九重に ～浪花の春にいざ舞わん～／GLORIOUS OSK ～リズム・コレクション～』
- 2012年7月 - 京都南座『レビュー in Kyoto　ラブ・メルヘン シンデレラ・パリ／グラン・ジュテ ～今・私たちは跳ぶ～』
- 2012年9月 - 三越劇場／大丸心斎橋劇場『レビュー The JUJU ～Bliss～』
- 2013年2月 - なんばHatch『熱烈歌劇2013 ～歌劇のススメ～』
- 2013年4月 - 日生劇場／大阪松竹座『春のおどり～桜咲く国　桜絵草紙／Catch a Chance Catch a Dream』 [4]
- 2013年6月 - 大丸心斎橋劇場『MOUSTACHE／ファム・ファタール』
- 2013年8月 - 京都南座『レビュー in Kyoto　OSKミュージカル「Love Traveler～幻の蝶を追って～」／レビューアドベンチャー「ネクステージ～夢を叶えるSong＆Dance～」』
- 2013年10月～11月 - たけふ菊人形『グランドレビュー2013　武生の鼓太郎～愛と友情のレジスタンス～／Wrapping! Clapping!』
- 2013年12月 - 高槻現代劇場『義の人～高山右近伝～／Wrapping! Clapping!』
- 2014年1月 - たかいし市民文化会館『羽衣天女伝説～愛は時代を超えて～／Wrapping! Clapping!』
- 2014年1月、いかるがホール『SONG FOR YOU 2014』
- 2014年5月 - 松竹座『レビュー春のおどり』
- 2014年7月 - 大丸心斎橋劇場『開演ベルは殺しのあとに』クレア役
- 2014年8月 - 新橋演舞場『レビュー夏のおどり』
- 2014年9月 - 先斗町歌舞練場／三越劇場／大丸心斎橋劇場『桜NIPPON踊るOSK』「炎舞」出雲阿国役

### 特別専科移籍後
- 2015年4月 - ドーンセンター『狸御殿』しがらき役
- 2015年5月 - 松竹座『レビュー春のおどり』「Stormy Weather 」のみ
- 2015年9・11月 - 大丸心斎橋劇場／上田市交流文化芸術センター『紅に燃ゆる ～真田幸村 紅蓮の奏乱～』
- 2015年10～11月 - たけふ菊人形『紅に燃ゆる ～真田幸村物語（たけふ菊人形スペシャルバージョン）～』
- 2015年11月 - 南座『OSKレビュー in Kyoto』「Stormy Weather」のみ
- 2016年3月 - OBP円形ホール『狸御殿　狸吉郎勝舞編』しがらき役
- 2016年5～6月 - 銀座博品館劇場／おかやま未来ホール／近鉄アート館『紅に燃ゆる ～真田幸村 紅蓮の奏乱～』
- 2016年7月 - 新橋演舞場『レビュー夏のおどり』オープニング・フィナーレ
- 2016年11～12月 - 『ROMEO & JULIET』キャピュレット夫人役
- 2017年1月 - 高槻現代劇場『「高山右近」伝』
- 2017年3月 - なら100年会館『紅に燃ゆる ～真田幸村 紅蓮の奏乱～』
- 2017年6・8月 - 大阪松竹座／新橋演舞場『レビュー春のおどり　桜鏡 ～夢幻義経譚～／Brilliant Wave ～100年への鼓動～ 』
- 2017年11月 - 近鉄アート館『Dracula ドラキュラ』
- 2018年3月 - 大丸心斎橋劇場『巴里のアメリカ人』
- 2018年5月 - 大阪松竹座『レビュー春のおどり　桜ごよみ 夢草紙／One Step to Tomorrow!』
- 2018年8月 - 近鉄アート館『My Dear～OSK ミー＆マイガール ～』
- 2018年12～2019年1月 - 近鉄アート館／銀座博品館劇場『円卓の騎士』
- 2019年3～4月 - 新橋演舞場／大阪松竹座『レビュー春のおどり　春爛漫桐生祝祭／STORM of APPLAUSE』
- 2019年7月 - 京都南座『OSK SAKURA REVUE　歌劇 海神別荘／STORM of APPLAUSE』
- 2020年4～5月 - 大阪松竹座／新橋演舞場『レビュー春のおどり　ツクヨミ～the moon～／Victoria!』（公演中止）
- 2020年11月 - 大阪松竹座『OSKだよ全員集合！Memorial Show & Premium Talk』
- 2021年1・3月 - 大阪松竹座／新橋演舞場『レビュー春のおどり　ツクヨミ ～the moon～／Victoria!』
- 2021年6月 - 大阪松竹座『レビュー夏のおどり「STARt」（6/12～13、19～20公演中止）』
- 2021年8月 - 新橋演舞場『レビュー夏のおどり「STARt」』[5]
- 2022年1月 - 大阪松竹座『劇団創立１００周年記念式典』
- 2022年2月 - 大阪松竹座『OSK日本歌劇団創立100周年記念公演「レビュー春のおどり」　光／INFINITY（2/5～13 公演中止）』 [6]
- 2022年3月 - 新橋演舞場『OSK日本歌劇団創立100周年記念公演「レビュー春のおどり」　光／INFINITY』
- 2022年7月 - 京都南座『2022年劇団創立100周年記念「レビューin Kyoto」　ミュージカルロマン 陰陽師／INFINITY』[7]
- 2022年9月～2022年10月 - 大阪市中央公会堂大集会室『OSK日本歌劇団創立100周年記念コンサート』
- 2022年12月 - 近鉄アート館『近松TRIBUTE（12/19 公演中止）』
- 2023年2月 - 大阪松竹座／新橋演舞場『レビュー春のおどり　ミュージカル・アクト「レ・フェスティバル」／未来への扉～Go to the future～』[8]
- 2023年11月 - 京都南座『レビュー in Kyoto Go to the future～京都から未来へ～』
- 2024年7月 - 京都南座『レビュー in Kyoto BAILA BAILA BAILA 南座バージョン』 [9]
- 2024年11月、COOL JAPAN PARK OSAKA TTホール『レビュー Road to 2025!!　四季彩／Shining Life』 [10][11]
- 2025年6月、大阪松竹座『レビュー 春のおどり　翔〜Fly High〜／The Legendary!』[12]
- 2025年8月、新橋演舞場『レビュー 夏のおどり　翔〜Fly High〜／The Legendary!』[13]

### 主な出演イベント
- 2006年7月 - 住之江競艇『住之江シティナイターオープニング記念特別公演 「NewOSK日本歌劇団スペシャルステージ」』
- 2007年1月 - 大阪府立上方演芸資料館『芸団協関西協議会主催 後継者育成事業公演「芸能サロン」』
- 2007年3月 - 国立文楽劇場『四代目旭堂南陵襲名記念公演』
- 2007年4月 - とんぼりリバーウォーク『とんぼり桜まつり』
- 2007年5月 - 野崎観音『のざきまいり』
- 2007年7月 - いかるがホール『いかるがジョイフルコンサート 桜花昇オンステージ 』
- 2007年9月 - 大阪市中央公会堂『中之島 MUSIC CARNIVAL '07 『大西ユカリ スペシャルライブin中之島』』
- 2007年11月 - ルシアスステージ『アポロ・ルシアス　クリスマス点灯式 』
- 2008年5月 - 九度山町『真田まつり』
- 2008年10月 - 大阪城天守閣前特設ステージ『上田城友好城郭提携記念イベント 記念碑除幕式／真田幸村』
- 2008年11月 - 大阪リバークルーズショー『「桜花 昇ぼる」2夜連続出演 大阪リバークルーズショー』
- 2008年11月、ルシアスステージ『レビューショー＆クリスマスツリー点灯式』
- 2008年12月 - いかるがホール『桜花昇ぼる オンステージ いかるがジョイフルコンサート』
- 2009年5月 - 料亭花外楼『「文明開化と桜咲く国OSK」（スペシャルゲスト）』
- 2009年8月 - 奈良ロイヤルホテル『ロイヤルサマーディナーショー』
- 2009年10月 - 大阪城公園『「水と歴史の都 大阪ウオーク」 戦国武将”真田幸村”オンステージ』
- 2009年11月 - ルシアスステージ『ミニレビューショー＆クリスマスツリー点灯式』
- 2010年2月 - 通天閣特設会場『通天閣「福豆まき」』
- 2010年7月 - ミズノ本社ビルＳＴＡＤＩＯＮ『第１３回なにわ大賞贈呈式』
- 2010年10月 - 大阪城公園太陽の広場特設ステージ『大阪ウォーク』
- 2011年12月 - 京都東急ホテル『ディナーショー「ESTRELLAS」』
- 2012年4月 - 大阪松竹座『創立90周年感謝の夕べ ～夢の絆～』
- 2012年5月 - オ・セイリュウ『ディナーショー「ONE NIGHT!」』
- 2012年11月 - 京都全日空ホテル『秋のJAZZ＆REVUE　美しき秋色レビューと美食のシンフォニー』
- 2012年12月 - 東京會舘『クリスマスディナーショー「HEART JACK」』
- 2012年12月 - 京都東急ホテル『ディナーショー「HEART JACK」』
- 2013年1月 - 津 都ホテル『THE SWEET ～桜花昇ぼる SHOW～』
- 2014年3月 - ホテルアウィーナ大阪『桜花昇ぼる Dinner Show』
- 2015年8月 - たかいし市民文化会館『岩手県大槌町支援チャリティコンサート（外部出演）』
- 2016年8月 - たかいし市民文化会館『桜花昇ぼると朝香櫻子・緋波亜紀チャリティコンサート2016 in Takaishi Love Bloom Again ～夏の約束～』
- 2017年4月 - インテックス大阪会場内UTAGE館『’17食博覧会・大阪』
- 2017年7月 - ホテル日航大阪『OSK日本歌劇団創立95周年記念「桜まつり All Stars」』
- 2017年7月 - 近鉄アート館『桜花昇ぼる＝真田幸村10周年記念 トーク＆ライブ 『いざっ！』 （出演）』
- 2017年10月 - たかいし市民文化会館『桜花昇ぼると朝香櫻子・緋波亜紀チャリティコンサート2017 in Takaishi』
- 2018年5月 - 駅の道「柿の郷くどやま」芝生広場『紀州九度山 真田まつり（ゲスト出演）』
- 2019年11月 - 大阪松竹座『ONE DAY DREAM SHOW 高世麻央 スペシャルステージ「My Departure Take on any color」（ゲスト出演）』
- 2023年5月 - 道の駅「柿の郷くどやま」『真田まつり』（出演）[14]
- 2024年3月 - 連続テレビ小説「ブギウギ」第25週（3/18～の週、NHK）  [15][16]
- 2024年5月 - 道の駅「柿の郷くどやま」『真田まつり』（5/5 11:00～桜花昇ぼる 「真田物語」LIVEに出演）』[17][18]
- 2025年5月 - 道の駅「柿の郷くどやま」『真田まつり　盟友～真田幸村と後藤又兵衛』[19]